# Comercialización de energía eléctrica
La comercialización de energía eléctrica o comercialización de electricidad es el proceso final en la entrega de electricidad desde la generación hacia el consumidor. Los otros procesos principales son la transmisión (alta tensión) y la distribución (redes de baja tensión).

## Inicios
La venta de electricidad al por menor comenzó a finales del siglo XIX, cuando los organismos que generan electricidad para su propio uso, la pusieron también a disposición de terceros. En un principio, la electricidad se utiliza principalmente para la iluminación de la calle y los tranvías. El público pudo comprarla una vez que comenzaron las empresas eléctricas a gran escala.
La prestación de estos servicios fue en general responsabilidad de las compañías eléctricas o de las autoridades municipales que, o bien establecían sus propios departamentos o bien contrataban los servicios de los empresarios privados. El uso residencial, comercial e industrial de la electricidad se limitó, en un principio, a la iluminación, pero esto cambió radicalmente con el desarrollo de motores eléctricos, calentadores y dispositivos de telecomunicación.

## Contador
El principio básico de la oferta no ha cambiado mucho con el tiempo. La cantidad de energía utilizada para el consumo doméstico, y por lo tanto, el importe que se cobra en la factura eléctrica, se mide a través de un contador de la luz que normalmente se coloca cerca de la entrada de un hogar, para proporcionar un fácil acceso al mismo.
A los clientes generalmente se les carga una cuota de servicio mensual, tarifa de acceso o término de potencia (el fijo) y los cargos adicionales basados en la energía eléctrica (en kWh) consumida por el hogar o negocio durante el mes. Los consumidores comerciales e industriales normalmente tienen esquemas de precios más complejos. Estos requieren medidores que cuantifican el uso de energía en intervalos de tiempo (tal como puede ser media hora) para imponer cargos basados tanto en la cantidad de energía consumida, como en la tasa máxima de consumo, es decir, la demanda máxima, que se mide en kilovoltioamperios (kVA).